# تانغرهوته
تانغرهوته (بالألمانية: Tangerhütte) هي بلدة ألمانية تقع في ألمانيا في ساكسونيا أنهالت. يقدر عدد سكانها بـ 5,839 نسمة .

## المدن التوأمة
مدينة Extertal هي مدينة توأمة لـتانغرهوته.

## معرض صور

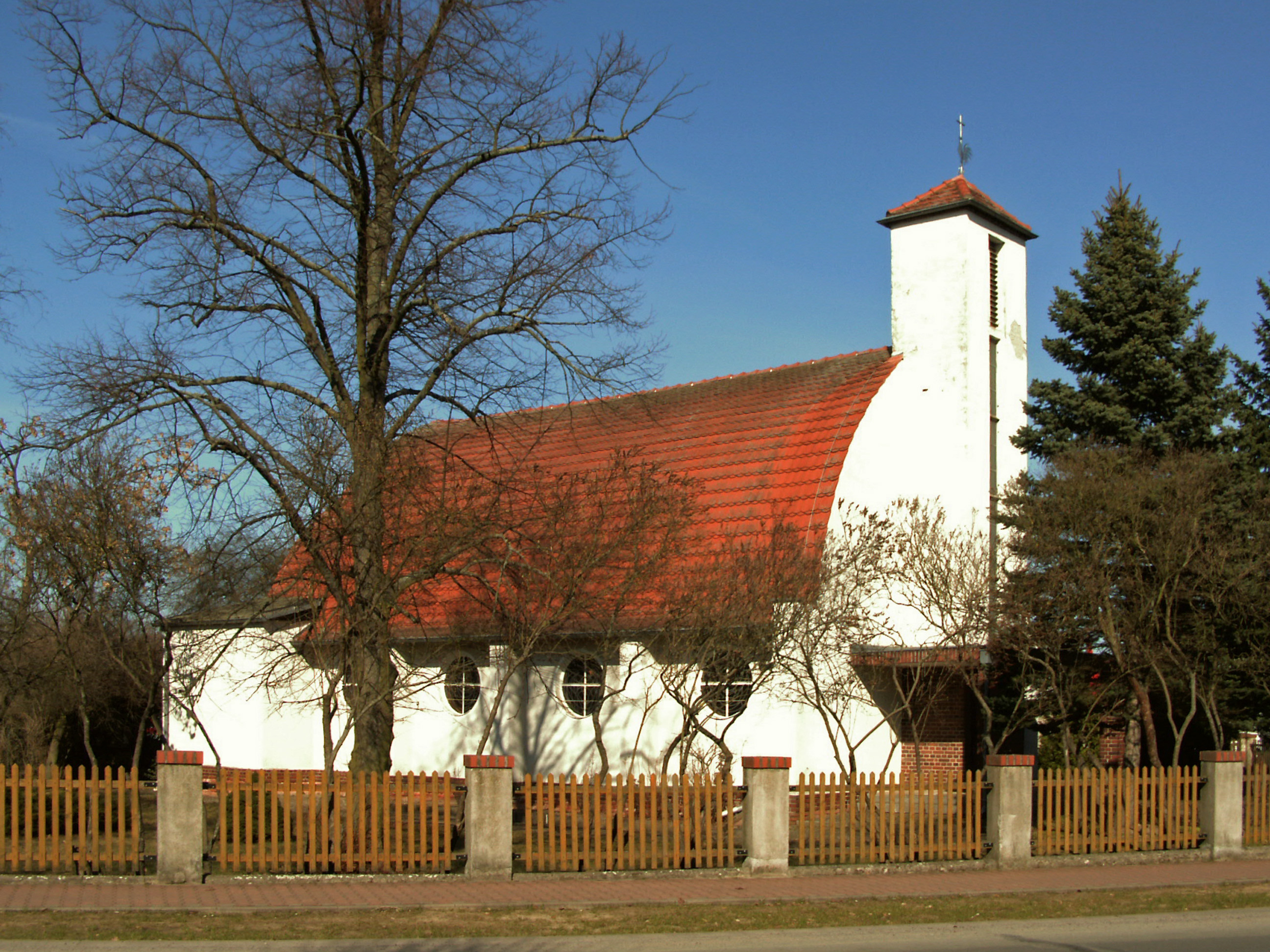
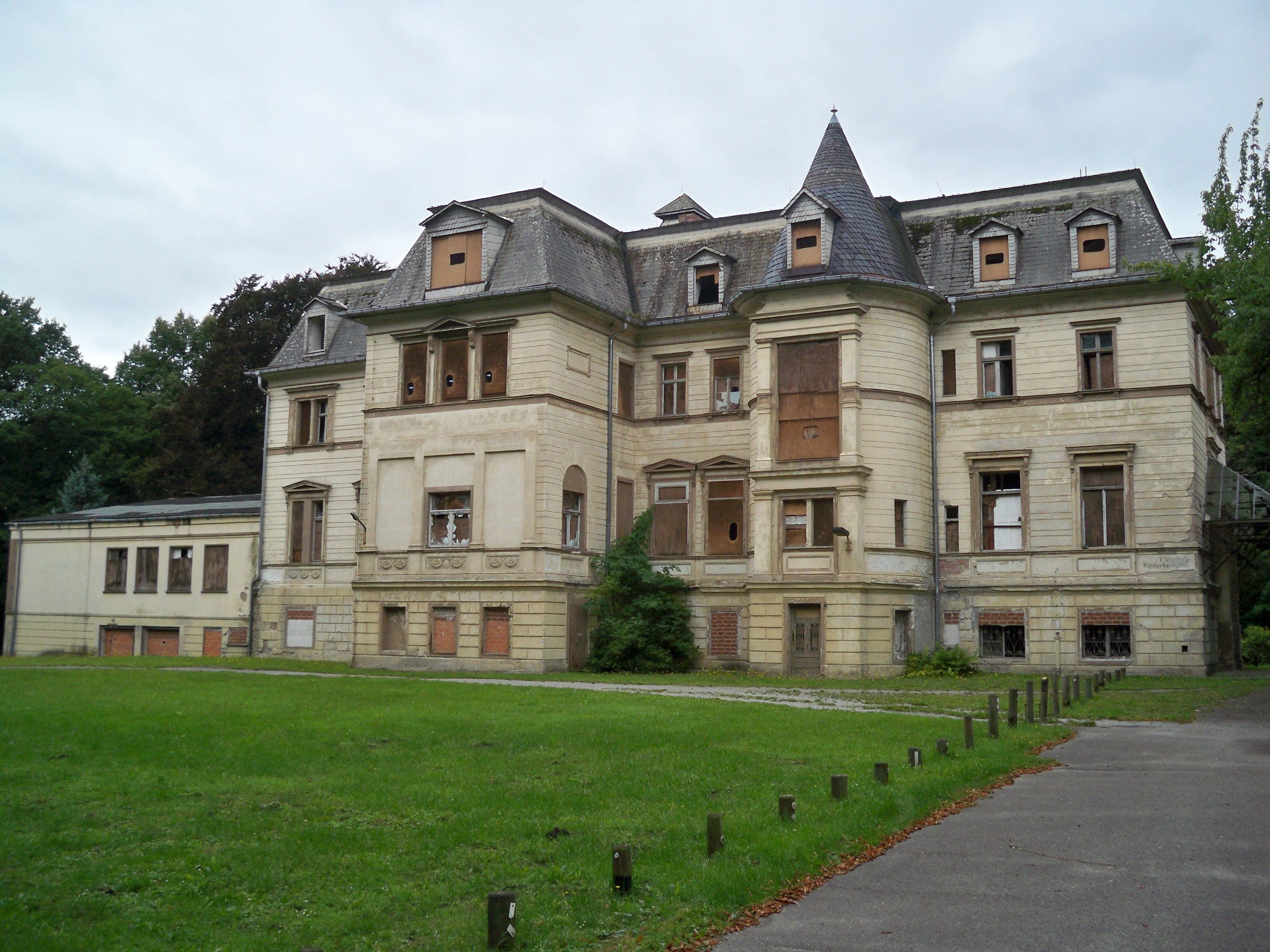
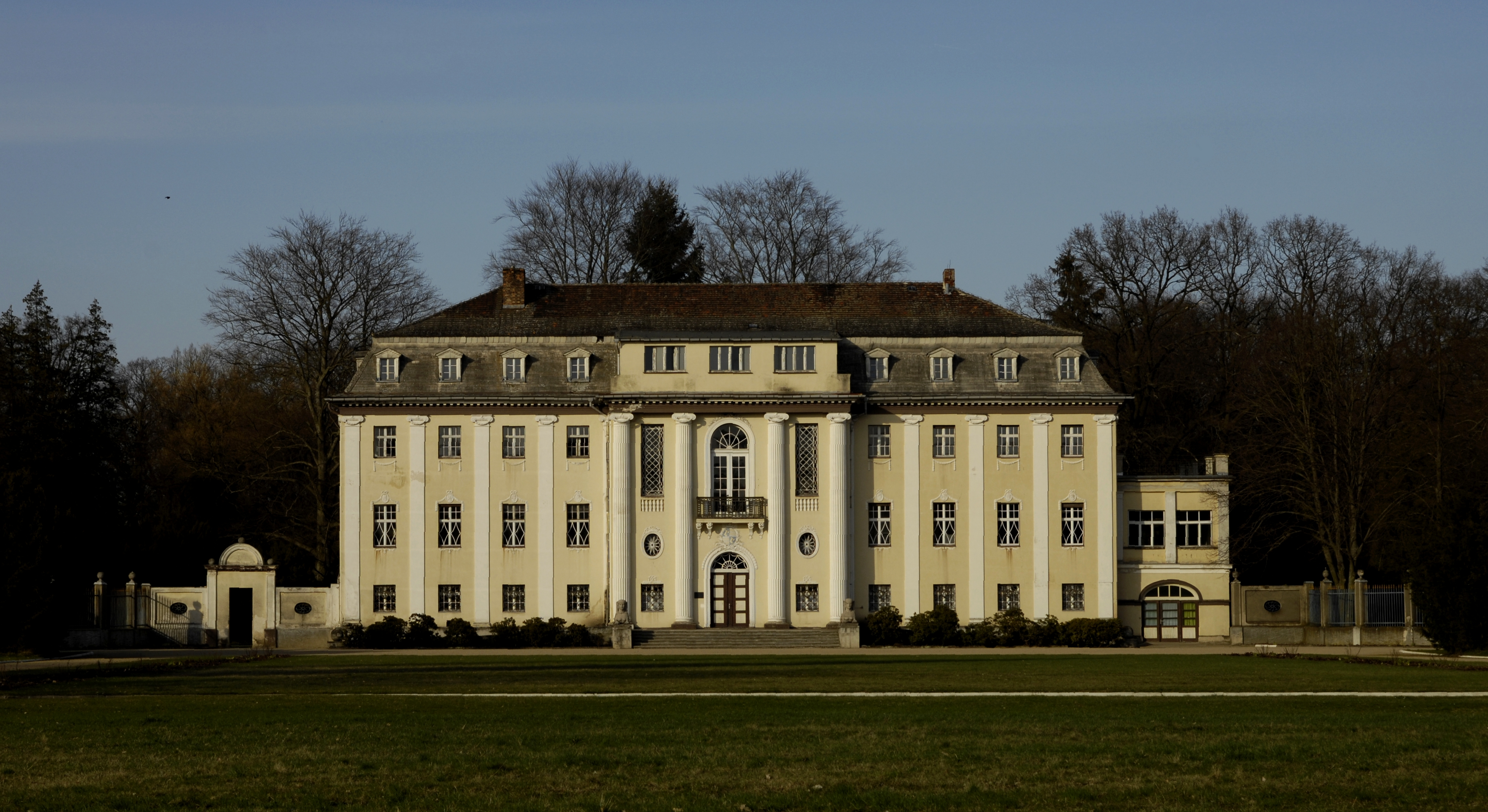